# Per un pugno nell'occhio
Per un pugno nell'occhio è un film del 1965 diretto da Michele Lupo.

## Trama
Franco e Ciccio sono due commercianti di armi scalcagnati e pasticcioni che giungono nel desolato paesino di “Santa Genoviefa” dove regna la pace: in questa situazione si lamentano sia il venditore di armi sia il becchino che non fanno affari. Franco e Ciccio si trovano implicati loro malgrado in una serie di vicende locali di tresche e tradimenti, creando involontariamente equivoci a non finire e finendo per mettere in paese tutti contro tutti. Il venditore di armi e il becchino gioiscono per la rinascita delle loro attività.

## Produzione
Il film è una parodia del film Per un pugno di dollari di Sergio Leone fin dalla grafica dei titoli di testa: le scene, le battute, la fisionomia degli attori e la colonna sonora sono tutti diligentemente plasmati sul film originale con effetto parodistico; ad esempio il riutilizzo frequente in contesti sempre differenti del famoso “quando un uomo con la pistola incontra...” e l'assolo di tromba e chitarra. Franco e Ciccio inoltre sono accompagnati musicalmente dallo scacciapensieri.